# Río Surire
El río Surire es un curso natural de agua que nace en las laderas de los cerros Mullire, Prieto y Guaiguasi para fluir hacia el norte hasta sumirse en el salar de Surire.: 15 

## Caudal y régimen
En verano (época de lluvias en el altiplano) su caudal alcanza de 500 a 600 l/s y a 30 l/s en la época de menor precipitación durante el año, que es el invierno del hemisferio austral. En tiempos de alto caudal, su curso se extiende hacia los ríos y lagunas interiores del salar.: 15 
El río Surire es el principal afluente del salar.: 104 

## Historia
Luis Risopatrón lo describe en su Diccionario jeográfico de Chile (1924):: 857 
Surire (Río). Es de aguas de buena calidad, nace en la pampa que se estiende hacia el N del cerro Mulluri i corre al N, en dirección al salar de aquel nombre en un lecho de un metro de ancho medio i 20 centímetros de profundidad. (Llamado también arroyo Surire o Choquenanta).